# Леопольд Ружичка
Леопольд Ружичка (хорв. Lavoslav (Leopold) Ružička; 13 вересня 1887, Вуковар, Хорватія, Австро-Угорщина — 26 вересня 1976, Маммерн, Швейцарія), швейцарський хімік-органік, лауреат Нобелівської премії з хімії «за роботи з поліметиленів і вищих терпенів» (1939, спільно з німецьким біохіміком Адольфом Бутенандтом, якому премію присудили «за роботи з статевих гормонів»).

## Біографія
Швейцарський хімік Леопольд Стефан Ружичка, старший з двох синів бондаря Стжепана Ружички і Амалії (Север) Ружички, народився в Австро-Угорщині, в хорватському місті Вуковарі. 1891 року, після смерті батька, Ружичка з матір'ю і братом переїхали до родичів у Осієк. Тут майбутній учений закінчив початкову школу і гімназію.
У 1906 р. Ружичка вступив до Технічного університету у Карлсруе в Німеччині. Він мріяв зробити кар'єру на недавно побудованому в Осієку заводі з виробництва рафінованого цукру, але вирішив здобути освіту в Німеччині. В університетах Австро-Угорської імперії було неспокійно: їх збуджували нескінченні студентські заворушення, відгомін націоналістичної лихоманки, що охопила Балканські держави. До того ж у технічні університети було легше поступити: туди не треба було складати вступних іспитів. Завершивши вищу освіту в рекордний термін — лише за два роки, Ружичка під керівництвом Германа Штаудінгера став готувати докторську дисертацію і в 1910 році отримав одночасно інженерний диплом за роботу з дослідження кінетичної здатності кетенів і докторський ступінь за дисертацію «Фенілметилкетен» і відразу ж почав працювати асистентом у Штаудінгера.
У 1912 р. Штаудінгера було призначено директором Федерального технологічного інституту в Цюриху, Ружичка поїхав за ним. Протягом наступних чотирьох років він допомагав Штаудінгеру в проведенні досліджень хімії природних інсектицидів, вироблюваних рослиною Chrysanthemum cinerariefolium. Ця врешті-решт сприяла розвитку промислового виробництва штучних пестицидів. Ружичка зацікавився хімією природних речовин і в 1916 р. оголосив Штаудінгеру про своє рішення зайнятися самостійними дослідженнями, за що той позбавив Ружичку своєї підтримки.
У 1917 р. Ружичка став швейцарським громадянином. Того ж року німецька фірма з виробництва духів «Гаарман і Реймер» надала йому позику для розробки способу синтезу ірона, ароматичної речовини із запахом фіалок. Приблизно в цей же час він посів посаду лектора Федерального технологічного інституту, яка була невигідна з матеріального погляду, але відкривала молодому вченому доступ в інститутські хімічні лабораторії.
З 1918 по 1921 р. Ружичка проводив дослідження за замовленням швейцарської хімічної фірми «Гессельшафт фюр хеміше індустрі» («Сіба А. Г.»), а в 1920 р. став лектором з хімії в Цюрихському університеті. Попри те, що в 1923 р. Федеральний технологічний інститут вибрав його професором, Ружичка все ще не отримував там платні. Тому в 1926 р. він став працювати в лабораторіях женевської парфумерної фабрики.
За ці роки Ружичка набув популярності завдяки дослідженням терпенів — органічних сполук, які були виявлені в оліях, що виділяються з рослин. Він також вивчав кетон і багато інших речовин. 1926 року Ружичку було вибрано професором органічної хімії Утрехтського університету. Цю посаду він посідав до 1929 р., після чого повернувся до Цюриха як директор Федерального технологічного інституту, ставши наступником Ріхарда Куна.
Повернення Ружички до Цюриха частково пояснювалося тими привабливими можливостями, які відкривала успішна швейцарська хімічна промисловість. У 1930-ті рр. він переконав «Сіба А. Г.» зробити значні фінансові пожертвування Федеральному інституту, що дозволило йому розширити штат викладачів, залишати в інституті більше число випускників і виділяти більше коштів на наукову роботу. Ружичка і його колеги ставили перед собою досить престижні завдання. Вони продовжували досліджувати структуру складних терпенів та інших вуглеводнів з великими кільцями. До 1934 р. вони частково синтезували чоловічі гормони — андростерон і тестостерон, а наступного року Ружичка визначив молекулярну структуру тестостерону.
У 1939 р. Ружичку було нагороджено Нобелівською премією з хімії «за роботи з поліметиленів і вищих терпенів». Він розділив цю премію з Адольфом Бутенандтом, одним з головних своїх суперників в області хімії статевих гормонів. Проте друга світова війна, яка почалася того року, зробила неможливою поїздку до Стокгольма, і Ружичка здобув премію з рук шведського посла на спеціальній церемонії, яка відбулася в 1940 р. у Федеральному технологічному інституті. Учений зміг прочитати свою Нобелівську лекцію в Стокгольмі тільки 5 років опісля.
Попри те, що раніше Ружичка був досить аполітичною людиною, політика, що проводиться нацистською Німеччиною, і розширення меж другої світової війни його глибоко стурбували. У роки війни він допоміг кільком ученим єврейської національності бігти з окупованої нацистами Європи, а іншим надав притулок. Ружичка активно допомагав югославському руху Опору, і не тільки через добродійні організації, що знаходилися в Швейцарії. Він заснував швейцарсько-югославське товариство з надання допомоги жертвам війни, причому турбота про них виявлялася як під час військових дій, так і після їхнього завершення.
У післявоєнні роки Ружичка присвятив багато часу колекціонуванню предметів мистецтва, особливо віддаючи перевагу роботам голландських і фламандських майстрів XVII ст. Згодом він подарував свою колекцію Цюрихському художньому музею. Сильний дальтонізм (особливо погано він розрізняв червоний колір) не заважав Ружичці із захопленням займатися кольоровою фотографією. Пішовши в 1957 р. у відставку з Федерального технологічного інституту, Ружичка продовжував працювати консультантом у ряді швейцарських хімічних компаній і робив все можливе для зміцнення зв'язку науки з виробництвом. У відставці він зробився пристрасним садівником, особливо любив розводити троянди і альпійські квіти. Ружичка «володів вольовим характером і був енергійною, можна сказати, натхненною особою, — згадував в біографічному нарисі Владимир Прелог. Його щирість і прямота часто шокували багатьох, хто з ним спілкувався, а іноді вони навіть відчували себе ображеними. Водночас він був здатний охоче визнати критику на свою адресу, якщо вона була добре аргументована».
У 1912 р. Ружичка одружився з Ганною Гаусман. Дітей у них не було. У 1950 р. подружжя розвелося. А рік по тому вчений одружився вдруге, вибравши в подруги життя Гертруду Аклін.
Крім Нобелівської премії, Ружичка був нагороджений медаллю Вернера Швейцарського хімічного товариства (1923), медаллю Леблана Французького хімічного товариства (1928), премією Станіслао Канніццаро Італійській національній академії наук (1936), медаллю Шєєле Шведського хімічного товариства (1938) і медаллю Фарадея Британського хімічного суспільства (1958). Йому були присвоєні почесні ступені Гарвардського університету, а також університетів Базеля, Загреба, Парижа, Бордо, Праги, Глазго і Женеви. Ружичка був іноземним членом Американської академії наук і мистецтв, Югославської академії наук, Лондонського королівського товариства, американської Національної академії наук, Фламандської королівської академії наук, літератури і мистецтв, Сербської академії наук, академій наук СРСР і Польщі.